# ويتشونيسكو كريك

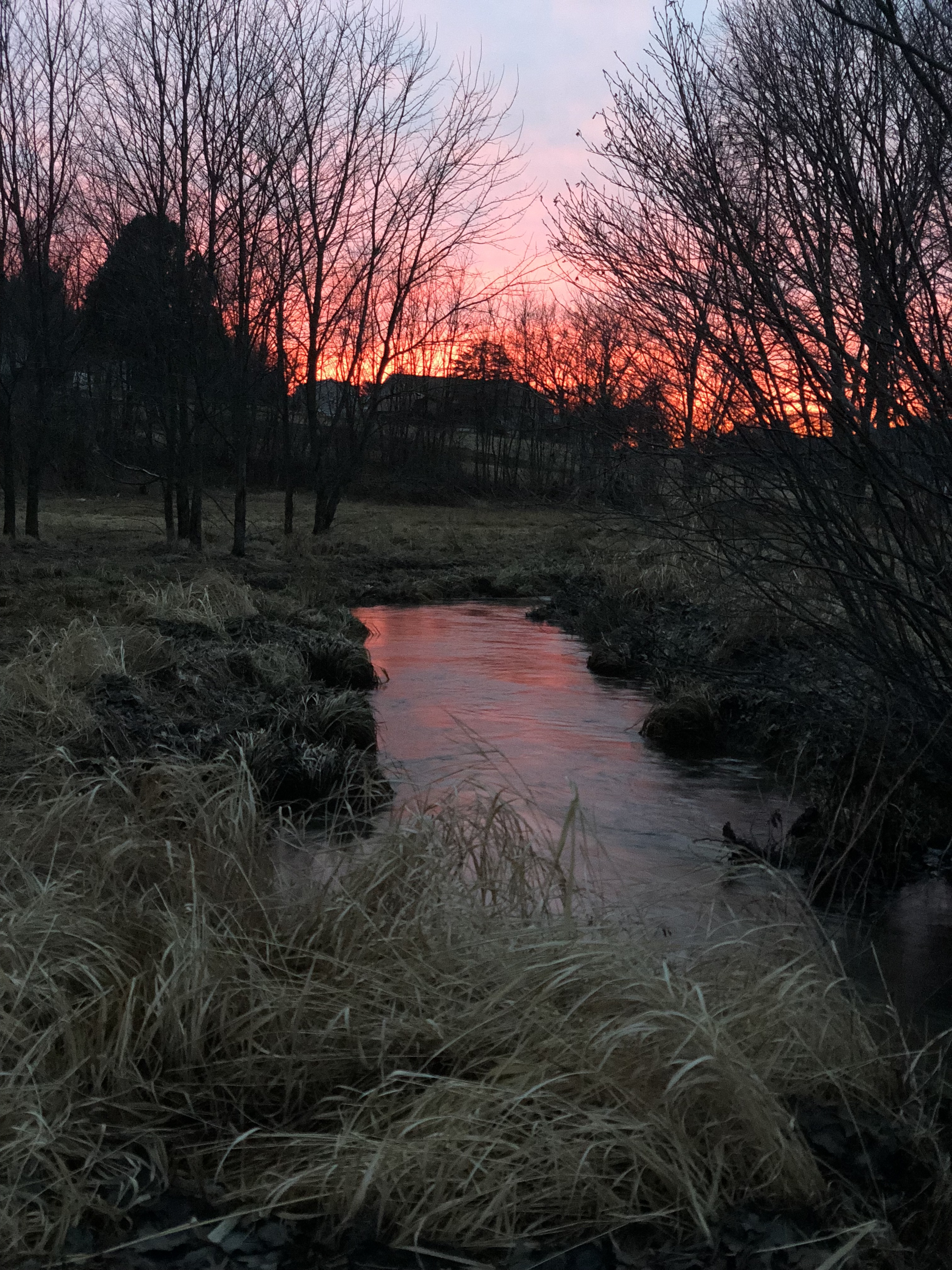

ويتشوتيسكو كريك Wiconisco Creek هو أحد روافد نهر سسكويانا في مقاطعتي شيلكيل وداوفين ، بنسلفانيا ، في الولايات المتحدة. طوله حوالي 45.5 ميل (73.2 كـم) طويلة. 

## المسار
يبدأ ويتشونيسكو عند منحنى على جبل في بلدة بورتر ، مقاطعة شيلكيل . يتدفق في الاتجاه العام من الجنوب الغربي إلى عدة أميال بين جبلين ، أحدهما شمال الخور والآخر جنوب الخور. يمر الخور بالقرب من تاور سيتي ، حيث يتم تعريف الحدود الجنوبية لواديها بجبل مختلف ، وبعد ذلك بوقت قصير تغادر مقاطعة شويلكيل. 